# Legge Gozzini

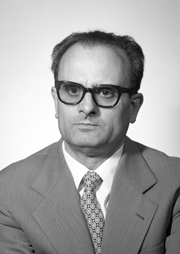
Mario Gozzini

La legge 10 ottobre 1986, n. 663 - conosciuta anche come legge Gozzini dal suo promotore Mario Gozzini - è una legge della Repubblica Italiana, pubblicata nella Gazzetta Ufficiale della Repubblica Italiana n. 241 del 16 ottobre 1986 (Suppl. Ordinario).

## Storia
Venne approvata in Parlamento, con ampio consenso ed il voto contrario del MSI, con l'intento di valorizzare l'aspetto rieducativo della carcerazione rispetto a quello punitivo, normalmente prevalente nel regime di detenzione in assenza di misure specifiche. Alcuni emendamenti successivi introdussero anche il beneficio della non menzione della condanna nel casellario giudiziale.

## Contenuto

### Disposizioni particolari di carcerazione
La norma , modificando la legge 26 luglio 1975, n. 354, introdusse un particolare regime di reclusione carceraria, in determinati casi di emergenza e/o necessità.

### Permessi premio e misure alternative
- permessi premio: il giudice di sorveglianza può autorizzare per un tempo non superiore a quarantacinque giorni all'anno il condannato a lasciare il carcere. Per l'applicabilità di questa misura è richiesto che il reo sia stato condannato a meno di tre anni di detenzione, o a più di tre anni ma ne abbia scontati almeno il 25%, oppure che abbia scontato almeno 10 anni se condannato all'ergastolo. Per l'applicazione della norma è in linea di principio sufficiente non nuocere agli altri detenuti o all'amministrazione della prigione.
- affidamento in prova al servizio sociale: il detenuto condannato a meno di tre anni di detenzione può subire alcune limitazioni alla sua libertà di circolazione o alle sue frequentazioni, essendo però inserito in un programma di riabilitazione che prevede fra le altre cose l'inserimento del mondo del lavoro e la disintossicazione da eventuali dipendenze.

### Detenzione domiciliare
- detenzione domiciliare: applicabile quando restano non oltre due anni di reclusione da scontare (in alcuni casi anche di più), o quando la condanna è limitata all'arresto di qualsiasi durata. La legge prevede di scontare la pena in casa propria o altrui, o in altro luogo di dimora, anche pubblico. Questo beneficio si può ottenere nei casi seguenti:

1. donna incinta o che allatta la propria prole ovvero madre di prole di età inferiore a tre anni con lei convivente;
2. persona in condizioni di salute particolarmente gravi che richiedono costanti contatti con i presidi sanitari territoriali;
3. persona di età superiore a 60 anni, se inabile anche parzialmente;
4. persona di età minore di 21 anni, per comprovate esigenze di salute, di studio, di lavoro e di famiglia.

### Disposizioni sulla concessione della libertà
- regime di semilibertà: se non si è affidati ai servizi sociali, le pene detentive non superiori ai sei mesi possono essere scontate in regime di semilibertà, cioè con la concessione al beneficiario di passare parte della giornata all'esterno dell'istituto per svolgere attività lavorative, istruttive o comunque utili al reinserimento sociale. In caso di condanna all'ergastolo il carcerato deve aver scontato almeno 20 anni in carcere.
- libertà condizionale: per quanto riguarda l'ergastolo, la legge prevede la possibile libertà condizionale dopo 22-26 anni.
- estinzione della pena dell'ergastolo: dopo 5 anni di libertà condizionale, se il condannato non ha commesso altri reati, la pena può venire dichiarata estinta.
- liberazione anticipata: la norma prevede che il condannato, in determinate circostanze, possa scontare la pena seguendo un calendario di 9 mesi invece che di 12, ovvero vedendosi scontati 45 giorni di pena ogni sei mesi di carcerazione. La normativa prevede di contare fra i sei mesi di carcerazione anche i momenti in cui il carcerato ha beneficiato di altre agevolazioni.

## Sgravi per le assunzioni
Il Decreto 24 luglio 2014 n. 148 ha introdotto un credito d'imposta per le assunzioni di detenuti e di internati in regime di affidamento della pena fino ad un massimo di euro 520 mensili (art. 1).
Il beneficio fiscale interessa i detenuti condannati per reati minori a pene fino a tre anni di reclusione. Ad essi viene offerta la possibilità di svolgere l'affidamento in prova ad un datore di lavoro che li impiega all'interno della propria azienda nell'ambito di mansioni che teoricamente dovrebbero facilitare il ricollocamento lavorativo del detenuto una volta estinta la pena.
Dato l'importante incentivo fiscale, sovente sono le stesse agenzie di lavoro interinali ad attivare la ricerca di questo tipo di capitale umano. In altri casi, l'amministrazione penitenziaria e i singoli magistrati si attivano di propria iniziativa per mettere in contatto i detenuti con tali opportunità alternative di scontare la propria pena. Il datore di lavoro e l'agenzia di collocamento temporaneo dialogano periodicamente con il magistrato e con l'amministrazione penitenziaria al fine di confermare la buona condotta, l'idoneità e l'impegno del detenuto, per non revocare il beneficio concessogli.